# 丸山泰右
丸山 泰右（まるやま たいすけ、1985年11月19日 - ）は、日本の俳優、ダンサー、振付師である。
M&Sカンパニー所属。血液型はO型。身長179cm

## 来歴
劇団俳優座養成所卒業
テーマパークダンサーを経験

## 出演作品
- ミュージカル『王様と私』全国ツアー（2013年）
- 舞台『春風外伝』平賀源之助役（2014年）
- 舞台『TAP DO 劇場版12』（2014年）
- 安宅丸『端午の節句THE男祭り』（2014）
- ミュージカル『王様と私』全国ツアー（2014年）
- 『紫吹淳YEARENDDINNERSHOW』（2014年）
- ミュージカル『ラ・カージュ・オ・フォール』（2015年）
- ミュージカル『南太平洋』全国ツアー（2015年）
- 舞台『PRINCE KAGUYA』銀座博品館劇場ゲスト出演(2015年)
- 舞台『値千金のキャバレー』劇団ホチキス公演（2016年）
- 舞台『コンダクター』dopeAdope公演　紺藤役（2016年）
- ミュージカル『南太平洋』全国ツアー（2016年）
- 舞台『DOCTOR』劇団ホチキス公演　マーティウェルズ役（2016年）
- 『30th anniversary 紫吹淳コンサート　イストワール』（2016年）
- ミュージカル『SHOW BY ROCK THE MUSICAL』メイ役（2016年）
- ミュージカル『フランケンシュタイン』（2017年）
- 舞台『レフトオーバーズ』長倉陽平役（2017年）
- ミュージカル『ビリーエリオット』（2017年）
- 舞台『バグバスターズ２』坂上龍役（2017年）
- ミュージカル『ラ・カージュ・オ・フォール』（2018年）
- ミュージカル『キス・ミー・ケイト』（2018年）
- 舞台『SUPERNOVA』野庭小吉役　ゲスト出演（2018年）
- 舞台『RUN ver.3.0』柏木英雄役（2019年）
- A New Musical『FACTORY GIRLS 〜私が描く物語〜』（2019年）
- ミュージカル『フランケンシュタイン』（2020年）
- ミュージカル『モダン・ミリー』（2020年 公演中止）
- ミュージカル『ビリー・エリオット』（2020年）
- ミュージカル『ポーの一族』バイクブラウン役（2021年）
- ミュージカル『ブロードウェイと銃弾』（2021年）
- ミュージカル『エニシングゴーズ』（2021年）
- ミュージカル『ラ・カージュ・オ・フォール』（2022年）
- 舞台『ファイクキラーズ』dopeAdope公演（2022年）

### 振付
- 舞台『PRINCE KAGUYA』TAP振付
- 花園直道LiveTAP振付
- 艦隊これくしょん　オペラシティ、日本武道館 公演　ダンス監修

### 企画
- T&T Live
- 一人芝居
- T3Peace